# Movimientos de cámara
La cámara es el elemento principal y más importante en el rodaje de una película: sin ella no hay film. Hace posible que el espectador pueda ver una imagen y, en consecuencia, sentir la emoción que ésta le provoca. Los movimientos de cámara no están efectuados de manera aleatoria para hacer más dinámica la película. Cada movimiento tiene un objetivo diferente y específico, que puede transmitir diferentes tipos de sensaciones al espectador, como por ejemplo: inquietud, emoción, sensación de inestabilidad, etc. El objetivo principal de la utilización de los movimientos de cámara es seleccionar qué partes de una película se quieren mostrar al espectador. Por ejemplo, se puede querer presentar un paisaje con el objetivo de contextualizar el espacio donde transcurrirá el film, un objeto situado sobre una mesa el que se quiere remarcar que más adelante podría ser de importancia, o seguir el recorrido que hace un personaje para mostrar hacia dónde se dirige. El operador de cámara es la persona encargada de manipular la cámara, es decir, de grabar el material. Sin embargo, la figura del director cinematográfico es la más importante, ya que es quien decide los movimientos de cámara que quiere. Por lo tanto, el operador de cámara sigue las órdenes del director y las lleva a cabo, ya que posee los conocimientos necesarios para realizar esta tarea. Los movimientos de camara pueden ser físicos, ópticos o digitales..

## Movimientos físicos
1. Panorámica: Consiste en un movimiento de cámara sobre el eje vertical u horizontal (X o Y) . Normalmente la cámara está situada sobre un trípode y gira alrededor de su eje. Tiene un gran valor descriptivo y también puede tener valor narrativo. Se emplea para descubrir una acción o un escenario que no puede abarcarse de una sola vez. Su efecto práctico es similar al que se produce cuando se gira la cabeza hacia un lado u otro para visionar un gran espacio. Podemos distinguir:
- Panorámica horizontal: Movimiento de derecha a izquierda o viceversa teniendo en cuenta que este movimiento dentro del mismo clic o en el siguiente generará un efecto escoba el cual visualmente no es nada agradable , da la sensación de no saber donde va la cámara.

- Panorámica horizontal de seguimiento: es el movimiento de cámara más común. Se hace un seguimiento del sujeto que se mueve.
- Panorámica horizontal de reconocimiento: se hace un recorrido lento por la escena para permitir al espectador que se fije en todos los detalles del escenario. Puede crear dramatismo y expectación o puede servir para mostrar cierta decepción.
- Panorámica horizontal interrumpida: consiste en un movimiento largo y suave que se detiene de repente para crear un contraste visual. Se emplea en situaciones dramáticas o lacónicas.
- Panorámica horizontal en barrido: el barrido es una panorámica rápida que produce una serie de imágenes transitorias generalmente borrosas. El espectador no tiene tiempo de verlas nítidas. Trata de atraer la atención hacia la siguiente imagen. Se produce una relación dinámica o de cambio comparativo. El barrido puede tener muchas funciones: mostrar diferentes aspectos de la misma escena, proporcionar continuidad de interés (conectando entre sí una serie de sujetos o temas similares), cambiar los centros de atención, mostrar la causa y el efecto, comparar o contrastar, trasladar en el tiempo y en el espacio, etc.

- Panorámica vertical: Movimiento de arriba abajo o viceversa.
- Panorámica de balanceo: Movimiento de balanceo.

2. Travelling: La traducción exacta es viajando, eso es exactamente lo que hace la cámara. Este movimiento permite el acercamiento, seguimiento o alejamiento respecto a los objetos o sujetos. La cámara se traslada por el espacio con total libertad. Muchas veces se utiliza una especie de vía de tren, por la que se desplaza una "vagoneta" en la que viajan la cámara y su operador. Básicamente, consiste en un desplazamiento de la cámara variando la posición de su eje. A diferencia de las panorámicas, en el travelling, la cámara está fija respecto a su eje, es decir, que no rota sobre sí misma, sino que se limita a moverse con las ruedas de los raíles o bien las del propio trípode.El travelling aumenta el valor de descripción y creación en comparación con las panorámicas porque está dotado de mayor libertad de movimiento. La cámara cogida con las manos aumenta el efecto de subjetividad del plan. Hay varios tipos de travelling: 
- Avanti o avance: la cámara se acerca. Refuerza la atención.
- Retro o retroceso: la cámara se aleja. Relaja la tensión, a no ser que aparezcan otros objetos que antes no se veían, despertando nuevos focos de atención.
- Ascendente/descendente: La cámara acompaña al personaje, o muestra alguna cosa en movimiento, hacia arriba o hacia abajo.
- Lateral: La cámara acompaña en paralelo a un personaje que se desplaza horizontalmente o muestra alguna cosa con un movimiento lateral. Permite mantener cerca la expresión del personaje que se mueve. Los objetos dan la sensación de moverse más deprisa.
- Circular o en arco: La cámara se desplaza en círculo alrededor del personaje u objeto. Este movimiento suele ser de exploración, permite ver la escena desde distintos puntos.

3. Rotación consiste en rotar la cámara sobre el eje o dimensión Z, se puede hacer hacia la derecha o hacia la izquierda, y se mide en grados, generando desviación en el plano.

## Movimientos ópticos
Zoom: El movimiento del zoom se realiza con las cámaras que tienen objetivos de focal variable, es decir, objetivos zoom. Permite hacer que los objetos se acerquen o se alejen sin desplazar la cámara logrando un recorte sobre el recuadro. También se llama trávelin óptico, aunque, a diferencia del trávelin, con el zoom los objetos que se acercan se comprimen, no descubrimos las áreas escondidas detrás de los objetos como lo podemos hacer con el trávelin. En el cine y la televisión se puso de moda en los años 60 y 70 y su uso fue excesivo. Valerio Lazarov fue uno de los más conocidos cineastas que abusaba del zum en sus trabajos. Actualmente se evita abusar del zum, ya que su uso injustificado cansa y marea al espectador. No obstante, numerosos directores siguen utilizando el zoom óptico en sus películas, por ejemplo, Quentin Tarantino utiliza el crash zoom. Este zoom consta de un movimiento muy rápido de zoom in o zoom out centrándose en el objeto encuadrado. 
Foco: El desplazamiento de foco puede ser considerado como un movimiento óptico pues permite descubrir nuevos elementos dentro de un plano,  a partir de enmascararlos o desenmascararlos con el foco 
1. Movimiento del foco basado en la distancia: Este movimiento de foco es el clásico,  enmascara o emborrona objetos es decir da nitidez o su contrario da borroso o desenfocado es decir fuera de foco como se conoce en el mundo de la imagen y funciona  con base a la distancia del objeto a la cámara, y a la distancia focal en la que esté colocado el anillo de enfoque del objetivo. Funciona con base a la dimensión Z de la imagen, a la profundidad, y puede afectar de manera sustancial las dimensiones X e Y,  a partir de la cantidad de desenfoque que se produce en los bordes de los objetos. 
2. Movimiento arbitrario del foco o enmascaramiento del punto de foco: Este movimiento óptico se genera con lentes o filtros especializados, como los lensbaby, que logran a partir de la manipulación de la posición de las unidades de un lente con respecto a las otras unidades y al respaldo de la cámara, discriminar la zona y la magnitud en la que se encuentra el foco dentro de la imagen,  independientemente de la distancia del objeto a la cámara. es decir, independientemente a la profundidad de campo obtenida por el lente y el diafragma. este movimiento mueve ópticamente el plano en las dimensiones X e Y. (funciona con base al alto y el ancho, de manera arbitraria, puede dar la ilusión de basarse en la dimensión Z, aplicando el desenfoque arbitrariamente a las zonas más cercanas o más lejanas, dando la ilusión de desenfoque de distancia)
3. Movimiento de la profundidad de campo: A partir de cerrar o abrir  el diafragma de un lente, se genera un movimiento en la profundidad de campo, revelando  u ocultando detalles de  el plano en cuestión dentro de  el eje Z o profundidad de la imagen. (funciona con base en la profundidad, puede afectar levemente la dimensión  X e Y del plano, y usualmente se realiza con lentes de diafragma continuo sin saltos entre valores de diafragma)
4. Movimiento de manipulación de perspectiva: A partir de lentes de tipo tilt and shift, se pueden realizar movimientos que deforman, alargan, corrigen o expanden el foco y las líneas de perspectiva de la imagen, haciendo aparecer más anchos los objetos cercanos que los lejanos, o los de la parte de abajo de la imagen, o los centrales, pudiendo así, realizar movimientos que crean distorsiones o manipulaciones de la imagen en las tres dimensiones X, Y, Z.

## Movimiento digital
Escala o zoom digital Las cámaras digitales permiten realizar el zum digital, el cual consiste en una ampliación de la imagen para lograr cubrir todo el plano con una porción más pequeña del rayo focal proyectado por la lente. En la mayoría de los casos produce pixelación, sin embargo, en algunas cámaras de alta resolución, con sensores de más pixeles que el tamaño final de imagen, puede realizar un movimiento de zoom digital sin pérdida de calidad. A diferencia del zoom óptico, que comprime los objetos,  la escala digital simplemente agranda la imagen o revela detalles a medida de la utilización de pixeles nuevos en el sensor..
Desplazamiento o estabilización del sensor de imagen:  El sensor de la cámara se mueve sin cambiar la posición de la misma, este movimiento actúa como un leve traveling, sin embargo, no es exactamente lo mismo pues el sensor de imagen se mueve dentro del rayo focal del lente sin cambiar la perspectiva de mirada.